# Marta Kwiatkowska
Marta Zofia Kwiatkowska  est une  informaticienne théoricienne de nationalité polonaise, aussi citoyenne britannique, travaillant au Royaune-Uni,. Elle est professeur d'informatique au département d'informatique de l'Université d'Oxford, et Fellow du Trinity College.

## Biographie
Marta Kwiatkowska obtenu son baccalauréat universitaire en sciences et sa maîtrise universitaire en sciences en informatique avec la mention  summa cum laude à l'université Jagellonne de Cracovie. Elle a travaillé comme professeur assistant à l'université Jagellonne (1980–1988), et comme chercheuse à l'université de Leicester (1984–1986). Elle a obtenu son PhD en informatique à l'université de Leicester en 1989,. Elle était Lecturer en informatique d'abord à l'université de Leicester (1986–1994), puis à l'université de Birmingham (1994–1998), puis Reader en sémantique de  la programmation parallèle à l'université de Birmingham  (1998-2001), enfin professeur d'informatique à l'université de Birmingham (2001-2007) avant de rejoindre l'université d'Oxford.
Elle a effectué des séjours de recherche au Centrum voor Wiskunde en Informatica, à l'École normale supérieure de Cachan, au Simons Institute for the Theory of Computing.

## Recherche
Kwiatkowska travaille principalement dans la modélisation et la vérification de systèmes probabilistes, plus particulièrement dans les techniques de model checking probabilistes. Elle est notamment liée au développement du model checker PRISM (en). Elle travaille sur les projets européens : 
- Mobile Autonomy (2015–2020), un programme de recherche ERC
- AFFECTech (2017–2020), un programme Horizon2020.

## Prix et distinctions
- 2021 : Prix Van Wijngaarden
- 2019 : Élue  Fellow of the Royal Society
- 2018 : Prix Milner « pour ses contributions au développement théorique et pratique du model checking quantitatif et stochastique ».
- 2017 : Fellow de l'European Association for Theoretical Computer Science[8] pour « son travail de pionnière dans le développement de la vérification de modèles pour les systèmes quantitatifs et dans son application à un large éventail de domaines, également pour un mentorat exceptionnel, et servant de modèle aux chercheuses en informatique »"
- 2016 : Fellow de l'Association for Computing Machinery (ACM), pour « ses contributions fondamentales à la théorie et à la pratique de la vérification probabiliste et de ses applications ».
- 2016 : Prix du IBM Haifa Research Laboratory (en), avec Dave Parker et Gethin Norman, « pour l'invention, le développement et la mintenance du model checker probabiliste PRISM ».
- 2014 : doctorat honoris causade l'Institut royal de technologie, 2014, pour « sa force motrice pour le développement de méthodes probabilistes et quantitatives en informatique ».
- 2012 : Milner Lecture de l'Université d'Édimbourg, attribuée pour « un travail théorique excellent et original qui a une signification remarquable pour l'informatique pratique ».
- 2011 : Membre de l'Academia Europaea[9].
- 2008 : Fellow de la British Computer Society (BCS).